# Elkin Calle
Elkin Darío Calle Grajales (Medellín, 26 maggio 1980) è un ex calciatore colombiano, di ruolo difensore.

## Palmarès

### Club

#### Competizioni internazionali
- Coppa Merconorte: 2

Atletico Nacional: 1998, 2000